# Dianthus seguieri
Dianthus seguieri es una especie de planta herbácea perennifolia de la familia de las cariofiláceas.

## Descripción

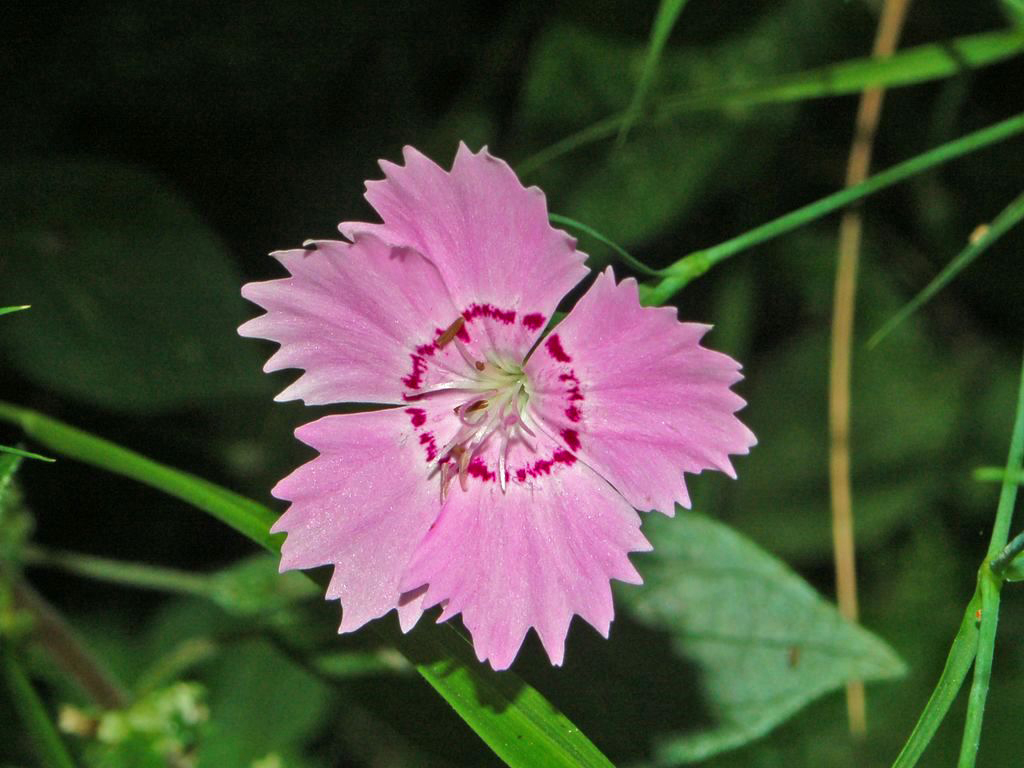
Close-up on a flower of Dianthus seguieri

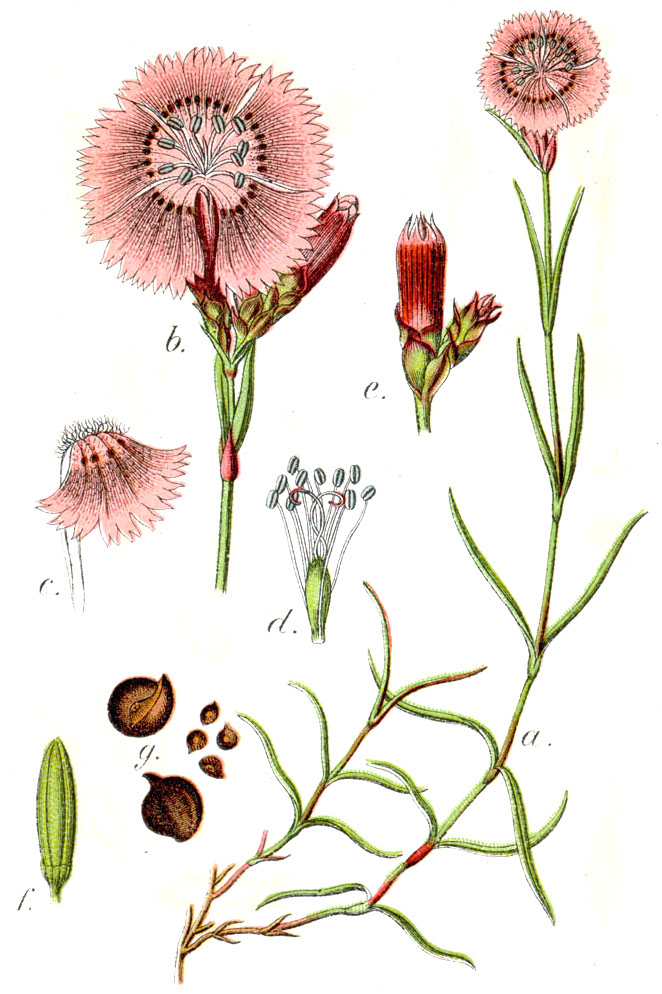
Ilustración

Dianthus seguieri es una planta hemicriptofita que alcanza un tamaño de 25-60 centímetros de altura. Este clavel tiene hojas verdes lanceoladas y flores de color rosa, con manchas de color púrpura en el centro. El período de floración se extiende de junio a septiembre. Los frutos son cápsulas con varias semillas marrones.

## Distribución
Esta especie está presente en el sur y centro de Europa, principalmente en España, Francia, Alemania, Italia y Suiza.

## Hábitat
Dianthus seguieri crece en prados secos a una altitud de 100-1000 metros sobre el nivel del mar.

## Taxonomía
Dianthus seguieri fue descrita por Dominique Villars y publicado en Histoire des Plantes de Dauphiné 1: 330. 1786.
Citología
Número de cromosomas de Dianthus seguieri (Fam. Caryophyllaceae) y táxones infraespecíficos: 2n=60
Etimología
Dianthus: nombre genérico que procede de las palabras griegas deos («dios») y anthos («flor»), y ya fue citado por el botánico griego Teofrasto.
seguieri: epíteto otorgado en honor del botánico francés J.F.Sèguer (1733 – 1784).
Sinonimia
- Cylichnanthus ciliatus Dulac
- Dianthus asper Willd.
- Dianthus sylvaticus Hoppe ex Willd.

subsp. cadevallii (Sennen & Pau) O.Bolòs & Vigo
- Dianthus cadevallii Sennen & Pau

subsp. gautieri (Sennen) Tutin
- Cylichnanthus neglectus Dulac
- Dianthus gerundensis Sennen & Pau
- Dianthus neglectus Loisel.
- Dianthus queraltii Sennen

subsp. requienii (Godr.) M.Bernal, Laínz & Muñoz Garm.
- Cylichnanthus unibiflorus Dulac
- Dianthus arragonensis Timb.-Lagr. ex Nyman
- Dianthus furcatus subsp. requienii (Godr.) Kerguélen
- Dianthus gautieri Sennen
- Dianthus requienii Godr.[6]
- Dianthus collinus Waldst. & Kit.[2]